# 新郷市
新郷市（しんごうし）は、中華人民共和国河南省に位置する地級市。

## 地理
河南省の北部に位置し、安陽市、鶴壁市、濮陽市、開封市、鄭州市、焦作市、山東省、山西省に接する。

## 歴史
586年（開皇6年）、隋朝により新郷県が置かれる。

## 行政区画
4市轄区・3県級市・5県を管轄下に置く。
- 市轄区：
  - 衛浜区・紅旗区・鳳泉区・牧野区
- 県級市：
  - 衛輝市・輝県市・長垣市
- 県：
  - 新郷県・獲嘉県・原陽県・封丘県・延津県

| 新郷市の地図                                                                        |
| ----------------------------------------------------------------------------------- |
| 紅旗区 衛浜区 鳳泉区 牧野区 新郷県 獲嘉県 原陽県 延津県 封丘県 衛輝市 輝県市 長垣市 |

### 年表
この節の出典

#### 平原省新郷市
- 1949年10月1日 - 中華人民共和国平原省新郷市が発足。一区から四区までの区が成立。(4区)
- 1952年11月15日 - 平原省の分割により、河南省新郷市となる。

#### 平原省新郷専区
- 1949年10月1日 - 中華人民共和国平原省新郷専区が成立。新郷県・汲県・輝県・修武県・武陟県・獲嘉県・博愛県・沁陽県・温県・延津県・原武県・陽武県・済源県・孟県・焦作鉱区・汲県城関区が発足。(14県1区1鉱区)
- 1950年 - 汲県城関区が汲県に編入。(14県1鉱区)
- 1950年3月 - 原武県・陽武県が合併し、原陽県が発足。(13県1鉱区)
- 1952年11月15日 - 平原省の分割により、河南省新郷専区となる。

#### 河南省新郷市(第1次)
- 1952年12月26日 - 四区が三区に編入。(3区)
- 1955年12月2日 - 一区が新華区に、二区が和平区に、三区が郊区にそれぞれ改称。(3区)
- 1958年12月8日 - 新郷市が新郷専区に編入。

#### 河南省新郷地区
- 1954年6月21日 - 濮陽専区長垣県・封丘県を編入。(15県1鉱区)
- 1955年2月18日 - 長垣県が安陽専区に編入。(14県1鉱区)
- 1955年10月14日 - 山西省長治専区晋城県の一部が修武県に編入。(14県1鉱区)
- 1956年7月9日 - 焦作鉱区が市制施行し、地級市の焦作市に昇格。(14県)
- 1956年8月11日 - 山西省長治専区晋城県の一部が沁陽県に編入。(14県)
- 1956年10月27日 (14県)
  - 博愛県の一部が焦作市李封区に編入。
  - 修武県の一部が焦作市馬村区・焦作区・李封区に分割編入。
- 1958年4月8日 - 安陽専区安陽県・林県・浚県・湯陰県・濮陽県・滑県・内黄県・清豊県・南楽県・長垣県を編入。(24県)
- 1958年12月8日 - 新郷市・安陽市・焦作市・鶴壁市を編入。新郷市・安陽市・焦作市・鶴壁市が県級市に降格。(4市24県)
- 1959年10月1日 (4市21県)
  - 修武県・博愛県が焦作市に編入。
  - 安陽県が安陽市に編入。
- 1960年1月7日 - 新郷県が新郷市に編入。(4市20県)
- 1960年8月15日 (4市18県)
  - 獲嘉県が新郷市に編入。
  - 温県が沁陽県に編入。
- 1960年10月13日 - 湯陰県が鶴壁市に編入。(4市17県)
- 1961年10月5日 (4市23県)
  - 新郷市の一部が分立し、獲嘉県・新郷県が発足。
  - 安陽市の一部が分立し、安陽県が発足。
  - 焦作市の一部が分立し、修武県・博愛県が発足。
  - 沁陽県の一部が分立し、温県が発足。
- 1961年11月7日 - 山西省晋東南専区陽城県の一部が済源県に編入。(4市23県)
- 1961年12月19日 - 安陽市・鶴壁市・安陽県・濮陽県・林県・滑県・清豊県・南楽県・内黄県・浚県・長垣県が安陽専区に編入。(2市14県)
- 1969年3月15日 - 新郷専区が新郷地区に改称。(2市14県)
- 1974年1月19日 (14県)
  - 新郷市が地級市の新郷市に昇格。
  - 焦作市が地級市の焦作市に昇格。
- 1975年5月2日 - 済源県が済源工区弁事処に編入。(13県)
- 1977年5月30日 - 済源工区弁事処済源県を編入。(14県)
- 1978年1月11日 - 新郷市を編入。新郷市が県級市に降格。(1市14県)
- 1982年3月10日 - 新郷市が地級市の新郷市に昇格。(14県)
- 1982年8月13日 - 孟県・済源県の各一部が合併し、洛陽市吉利区となる。(14県)
- 1983年9月1日 (10県)
  - 新郷県・汲県が新郷市に編入。
  - 修武県・博愛県が焦作市に編入。
- 1986年1月18日 
  - 輝県・獲嘉県・原陽県・延津県・封丘県が新郷市に編入。
  - 武陟県・温県・沁陽県・孟県・済源県が焦作市に編入。

#### 河南省新郷市(第2次)
- 1974年1月19日 - 新郷地区新郷市が地級市の新郷市に昇格。新華区・紅旗区・郊区が成立。(3区)
- 1978年1月11日 - 新郷市が新郷地区に編入。

#### 河南省新郷市(第3次)
- 1982年3月10日 - 新郷地区新郷市が地級市の新郷市に昇格。新華区・紅旗区・郊区が成立。(3区)
- 1982年4月8日 - 郊区の一部が分立し、北站区が発足。(4区)
- 1983年9月1日 - 新郷地区新郷県・汲県を編入(4区2県)
- 1986年1月18日 - 新郷地区輝県・獲嘉県・原陽県・延津県・封丘県、濮陽市長垣県を編入。(4区8県)
- 1988年10月8日 - 汲県が市制施行し、衛輝市となる。(4区1市7県)
- 1988年10月11日 - 輝県が市制施行し、輝県市となる。(4区2市6県)
- 2003年12月25日 (4区2市6県)
  - 新郷県・郊区の各一部が紅旗区に編入。
  - 新華区・郊区・新郷県の各一部が合併し、衛浜区が発足。
  - 北站区および新郷県の一部が合併し、鳳泉区が発足。
  - 郊区の残部・新華区の残部および紅旗区・新郷県の各一部が合併し、牧野区が発足。
- 2006年6月 (4区2市6県)
  - 延津県・新郷県の各一部が紅旗区に編入。
  - 原陽県の一部が新郷県に編入。
- 2010年3月19日 - 原陽県の一部が新郷県に編入。(4区2市6県)
- 2019年7月12日 - 長垣県が市制施行し、長垣市となる。(4区3市5県)

## 交通
鉄道
- 新郷駅(河南省)（中国語版） - 路線が東西に交わる在来線の主要駅であり、下記の路線が発着する。
  - 京広線（北京市 ～ 広州市）
  - 太新線（中国語版）（太原市 ～ 新郷市）
  - 新石線（中国語版）（新郷市 ～ 日照市）
- 新郷東駅（中国語版） - 高速鉄道専用駅であり、2012年に開業した京広高速鉄道と、2022年に開業した済鄭高速鉄道（中国語版）が接続する。
- 新郷南駅（中国語版） - 2022年に開業した、済鄭高速鉄道の単独駅である。

道路
- 京珠高速道路

## 姉妹都市
- 大阪府柏原市[4]
  - 1990年9月26日友好都市提携